# Nandus prolixus
Nandus prolixus är en fiskart som beskrevs av Chakrabarty, Oldfield och Ng 2006. Nandus prolixus ingår i släktet Nandus och familjen Nandidae. Inga underarter finns listade i Catalogue of Life.